# Upplands Väsby bibliotek
Upplands Väsby bibliotek är Upplands Väsby kommuns folkbibliotek som hållit till i kulturhuset Messingen i centrala Upplands Väsby sedan 2011. Tidigare låg biblioteket i stadsdelen Vilunda. Biblioteket grundades som Eds sockenbibliotek, åtminstone innan 1930–talet.